# 익티노스

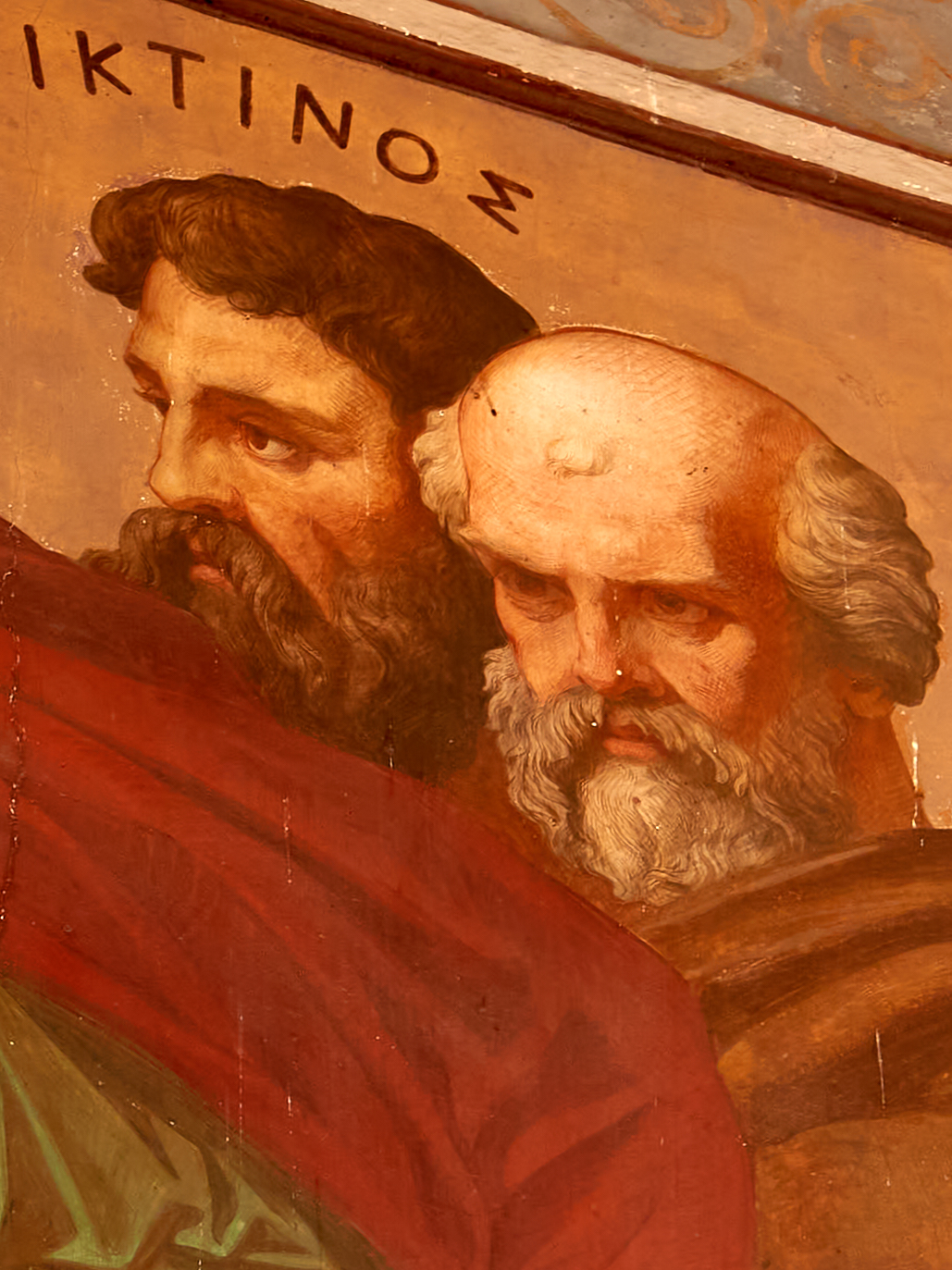
아테네 대학교의 한 건물에 있는 익티노스(좌측 인물)가 그려진 벽화의 한 부분

익티노스(/ɪkˈtaɪnəs/ ; 그리스어: Ἰκτῖνος, Iktinos)는 기원전 5세기 중반에 활동한 고대 그리스의 건축가이다. 고대 자료에 따르면 익티노스와 칼리크라테스가 파르테논 신전을 공동으로 건축한 것으로 알려져 있다. 익티노스는 카르피온(Karpion)과 공동으로 이 프로젝트에 관한 책을 집필했지만 현재는 소실되었다.
파우사니아스는 익티노스를 밧새(Bassae)의 아폴로 에피큐리우스 신전을 만든 건축가로 지목했다. 그 사원의 외관은 도리스 양식이고 내부는 이오니아 양식이었으며, 켈라 중앙 뒤쪽에는 가장 오래된 것으로 알려진 코린토스 양식 기둥이 있었다. 또한 익티노스는 엘레우시스 밀교에 사용된 거대한 홀인 엘레프시나의 텔레스테리온(신비의 전당)을 지은 건축가로도 알려져 있다.
페리클레스는 익티노스에게 엘레프시나의 텔레스테리온을 설계하도록 위임했지만, 페리클레스가 권좌에서 물러나면서 익티노스 역시 설계 과정에서 손을 떼게 되었으며 다른 세 명의 건축가가 이를 대신 맡게 되었다. 아리스토파네스가 기원전 414년경에 쓴 희곡 《새》에서 아리스토파네스의 비난을 받은 익티노스는 몰락한 통치자와의 관계로 인해 평판이 훼손된 것으로 보인다. 이 작품 속 익티노스로 묘사되는 새는 고귀한 맹금류가 아닌 신에게서 제물을 훔치고 사람에게서 돈을 훔치는 청소부로 묘사되어 있다. 당시 어떠한 고전 작가들도 이런 방식으로 새를 묘사하지 않았기 때문에 아리스토파네스가 이 새를 익티노스를 비난할 목적으로 빗대어 표현한 것으로 보인다.

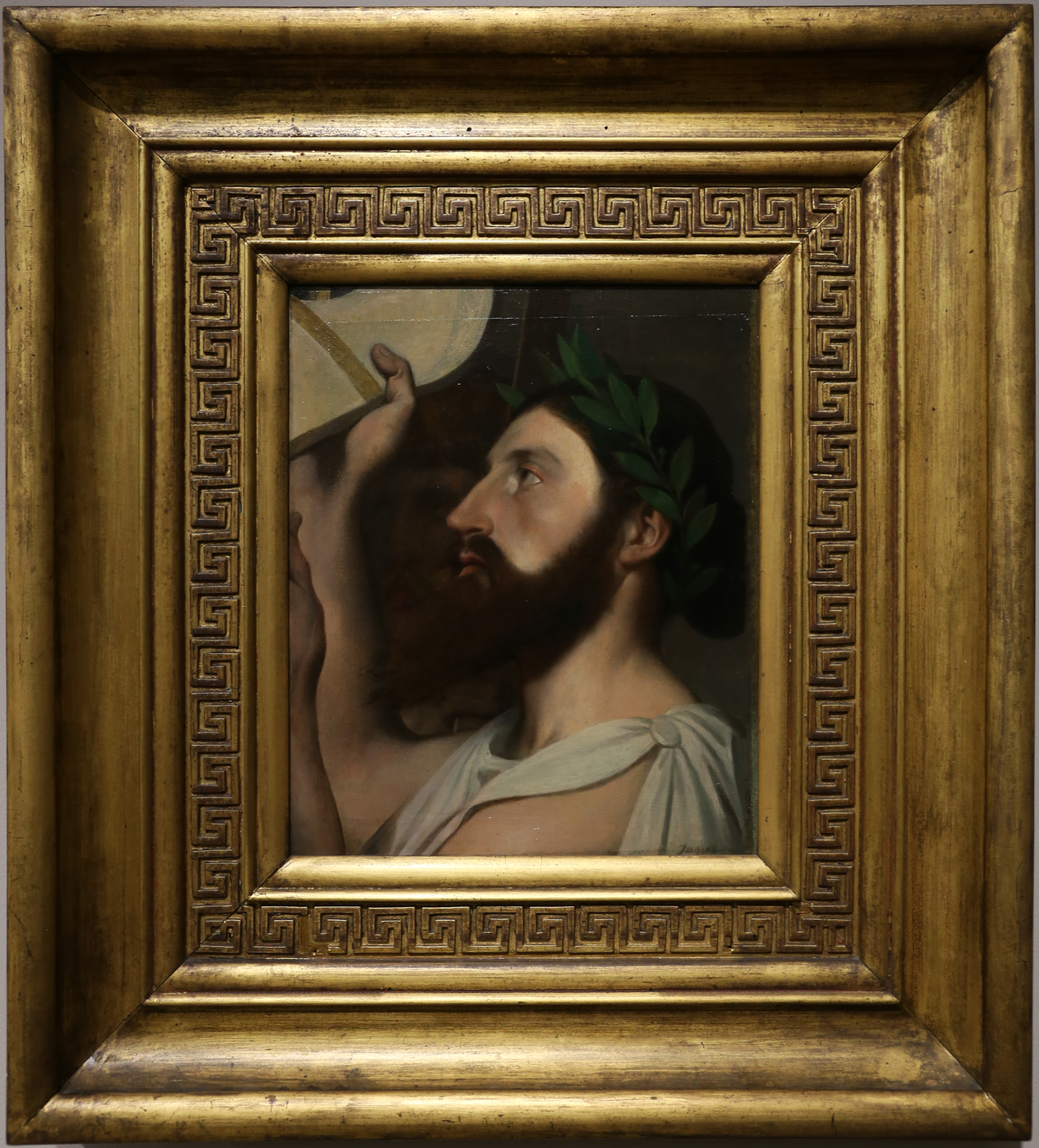
《핀다로스와 익티노스》, 장오귀스트도미니크 앵그르, 영국 국립미술관

프랑스의 화가 장오귀스트도미니크 앵그르는 《핀다로스와 익티노스》라는 작품에서 익티노스와 서정시인 핀다로스가 함께 있는 모습을 그렸으며, 현재 영국 국립미술관에 전시되어 있다.